# Arne Bendiksen
Arne Joachim Bendiksen (Bergen, 19 oktober 1926 - 26 maart 2009) was een Noors zanger, liedjesschrijver en producer.
Van de jaren 50 tot de jaren 70 was hij erg populair in Noorwegen; eerst als lid van de groep The Monn Keys, later als solozanger en componist voor andere zangers. Hij vertaalde ook vele internationale hits in het Noors, die zo ook daar hits werden.
Hij nam enkele keren deel als artiest en liedjesschrijver aan Melodi Grand Prix en kon zo Noorwegen als zanger vertegenwoordigen op het Eurovisiesongfestival, in 1964 met Spiral. Als liedschrijver was hij viermaal op het Eurovisiesongfestival aanwezig, in 1966 met Intet er nytt under solen, in 1969 met Oj, oj, oj så glad, jeg skal bli, in 1971 met Lykken er... en in 1973 met It's just a game.
Hij zorgde er ook voor dat de carrières van Wencke Myhre en Kirsti Sparboe een succes werden.
Bendiksen overleed op 26 maart 2009 na een kort ziekbed.

## Bekende liedjes
- Jeg vil ha en blå ballong
- Intet er nytt under solen
- Oj, oj, oj så glad, jeg skal bli
- Lykken er...

1960: Nora Brockstedt · 
1961: Nora Brockstedt · 
1962: Inger Jacobsen · 
1963: Anita Thallaug · 
1964: Arne Bendiksen · 
1965: Kirsti Sparboe · 
1966: Åse Kleveland · 
1967: Kirsti Sparboe · 
1968: Odd Børre · 
1969: Kirsti Sparboe · 
1971: Hanne Krogh · 
1972: Grethe Kausland & Benny Borg · 
1973: Bendik Singers · 
1974: Anne-Karine Strøm & Bendik Singers · 
1975: Ellen Nikolaysen · 
1976: Anne-Karine Strøm · 
1977: Anita Skorgan · 
1978: Jahn Teigen · 
1979: Anita Skorgan · 
1980: Sverre Kjelsberg & Mattis Hætta · 
1981: Finn Kalvik · 
1982: Jahn Teigen & Anita Skorgan · 
1983: Jahn Teigen · 
1984: Dollie de Luxe · 
1985: Bobbysocks · 
1986: Ketil Stokkan · 
1987: Kate Gulbrandsen · 
1988: Karoline Krüger · 
1989: Britt Synnøve Johansen · 
1990: Ketil Stokkan · 
1991: Just 4 Fun · 
1992: Merethe Trøan · 
1993: Silje Vige · 
1994: Elisabeth Andreassen & Jan Werner Danielsen · 
1995: Secret Garden · 
1996: Elisabeth Andreassen · 
1997: Tor Endresen · 
1998: Lars Fredriksen · 
1999: Stig Van Eijk · 
2000: Charmed · 
2001: Haldor Lægreid · 
2003: Jostein Hasselgård · 
2004: Knut Anders Sørum · 
2005: Wig Wam · 
2006: Christine Guldbrandsen · 
2007: Guri Schanke · 
2008: Maria Haukaas Storeng · 
2009: Alexander Rybak · 
2010: Didrik Solli-Tangen · 
2011: Stella Mwangi · 
2012: Tooji · 
2013: Margaret Berger · 
2014: Carl Espen · 
2015: Mørland & Debrah Scarlett · 
2016: Agnete · 
2017: JOWST feat. Aleksander Walmann · 
2018: Alexander Rybak · 
2019: KEiiNO · 
2021: Tix · 
2022: Subwoolfer · 
2023: Alessandra · 
2024: Gåte ·
2025: Kyle Alessandro
- Bibsys: 1018168
- Biblioteca Nacional de España: XX852825
- Gemeinsame Normdatei: 135024994
- International Standard Name Identifier: 0000 0000 5951 4656
- MusicBrainz: 0a312ced-b942-4d89-8710-700efce3d10d
- Virtual International Authority File: 79919318
- WorldCat: E39PBJbMcQk3wVBBD7BT8hYXVC